# Буссау, Вильгельм Христофорович
Вильгельм Христофорович фон Буссау (1800—27 августа 1855) — генерал-майор русской императорской армии, участник русско-турецкой войны 1828-1829 гг., Венгерского похода 1849 года и обороны Севастополя (убит на Малаховом кургане).

## Биография
Вильгельм Христофорович фон Буссау вступил в военную службу 25 августа 1817 года в армейскую пехоту.
Служил на Кавказе, принимал участие в русско-персидской войне 1826—1828 годов и за отличие был награждён орденом Святой Анны 4-й степени. За боевые отличия во время русско-турецкой войны 1828—1829 годов получил орден Святого Владимира 4-й степени с бантом.
В 1837 году произведён в подполковники, а в 1845 году — в полковники.
В 1849 году Буссау сражался в Трансильвании с венграми и 31 октября был награждён золотой полусаблей с надписью «За храбрость». Также за эту кампанию он получил австрийский орден Железной короны 2-й степени.
В 1840-е году Вильгельм Христофорович фон Буссау командовал Алексопольским егерским полком. 6 декабря 1853 года Буссау получил чин генерал-майора.
Во время Крымской войны в качестве командира 2-й бригады 15-й резервной пехотной дивизии принимал участие в обороне Севастополя. Был комендантом Малахова кургана. Вильгельм Христофорович фон Буссау был убит пулей в грудь 27 августа 1855 года на Малаховом кургане при отражении штурма Севастополя англо-французскими войсками, когда «камнями отбивался от ворвавшихся на курган» врагов.
Жена - Анна Павловна Анненкова (1826-1903). Дочери: Юлия, замужем за подпоручиком Павлом Павловичем Мочалиным; Варвара, замужем за кол.сек. Николаем Николаевичем Львовым; Екатерина, замужем за подполк. Александром Ивановичем Лофицким.

## Награды
- Орден Святой Анны 4-й степени (19 сентября 1826 года)
- Орден Святого Владимира 4-й степени с бантом (22 сентября 1829 года)
- Орден Святого Станислава 2-й степени (5 августа 1833 года)
- Императорская корона к ордену Святого Станислава 2-й степени (11 января 1841 года)
- Орден Святого Георгия 4-й степени (5 декабря 1841 года, за выслугу 25 лет в офицерских чинах, № 6507 по кавалерскому списку Григоровича—Степанова)
- Орден Святой Анны 2-й степени (11 января 1848 года)
- Императорская корона к ордену Святой Анны 2-й степени (3 сентября 1849 года)
- Золотая полусабля с надписью «За храбрость» (31 октября 1849 года)
- Орден Святого Владимира 3-й степени (1852 год)
- Орден Святого Станислава 1-й степени (1854 год)

Иностранные:
- Австрийский орден Железной короны 2-й степени (1849 год)